# Esarcinae
Esarcinae zijn een onderfamilie van kevers uit de familie van de boomzwamkevers (Mycetophagidae). Een familiegroep met deze naam werd voor het eerst genoemd door Reitter in 1882.

## Taxonomie
De onderfamilie is als volgt onderverdeeld:
- Geslacht Esarcus Reiche, 1864
  - Esarcus abeillei (Ancey, 1869)
  - Esarcus acernus Motschulsky, 1845
  - Esarcus baudii Seidlitz, 1889
  - Esarcus besucheti Dajoz, 1964
  - Esarcus fiorii Reitter, 1887
  - Esarcus franzi Dajoz, 1964
  - Esarcus inexpectatus Dajoz, 1964
  - Esarcus iolensis Peyerimhoff, 1917
  - Esarcus leprieurii Reiche, 1864
  - Esarcus martini Reitter, 1887
- Geslacht Pseudesarcus Champion, 1913
  - Pseudesarcus villosus Champion, 1913